# Manoir Ten Broeck
Le manoir Ten Broeck est un manoir situé à Albany, dans l'État de New York, aux États-Unis. Construit en 1797, il a été inscrit au Registre national des lieux historiques en 1971. Une décennie plus tard, il a été inclus dans le district historique d'Arbor Hill – Ten Broeck Triangle lorsque ce quartier a été inscrit au registre.

## Historique
Le manoir Ten Broeck a été construit en 1797, par Elizabeth (Van Rensselaer) Ten Broeck pour son mari, Abraham Ten Broeck, sur un terrain loué à son frère, le patroon Stephen Van Rensselaer. À l'époque, le terrain se trouvait dans la ville de Watervliet, au nord d'Albany. Construit à l'origine dans le style fédéral, le manoir s'appelait « Prospect ». Trente ans plus tard, il fut rénové dans le style néo-grec. En 1948, Thomas Worth Olcott acheta la résidence et la renomma Arbor Hill, en y ajoutant un garde-manger au premier étage et les salles de bains au deuxième étage. La maison appartient à la Albany County Historical Association depuis son achat à la famille Olcott en 1948 et dont les missions principales sont d'entretenir, de préserver et deréliser les rénovations historiques nécessaires pour le bénéfice de la communauté, tout en garantissant l'intégrité du manoir et ce qu'il représente.
La maison est désormais un musée comportant des décorations et des meubles du milieu du XIXe siècle.